# Ian Burgess
Pour les articles homonymes, voir Burgess.
Pas d'image ? Cliquez ici
Ian John Burgess est un ancien pilote automobile britannique né le 6 juillet 1930 à Londres, et mort le 19 mai 2012 à Harrow dans la même ville. Il a participé à 43 GP de Formule 1 dont 15 comptant pour le championnat du monde de 1957 à 1963. Ian Burgess n’a jamais inscrit de points en championnat du monde où sa meilleure qualification est une 11e place sur la grille au GP d’Allemagne 1958 et son meilleur résultat une 6e place lors du GP d’Allemagne 1959.

## Biographie sportive
À l’origine, Ian Burgess est employé chez Cooper, toutefois, il n’est pas pilote, ni même mécanicien mais employé de bureau. En 1957, il obtient de ses patrons l’autorisation de piloter une T43-Climax officielle lors de l’Epreuve hors-championnat du BRDC International Trophy. Burgess est contraint à l’abandon au 23e des 35e tours sur bris de moteur.
Il dispute trois épreuves hors-championnat en 1958 lorsque Cooper l’engage en championnat du monde lors du GP de Grande-Bretagne 1958 où il pilote une T45. Pilote débutant, il réussit à se qualifier en 16e position sur 20 partants mais est à nouveau contraint à l’abandon sur panne d’embrayage.
Ses prestations lors des GP de 1958 lui permettent de décrocher un volant au sein de la Scuderia Centro Sud qui lui fournit uneCooper T51-Maserati. Burgess participe à trois épreuves du championnat du monde 1959 et, après deux nouveaux abandons sur cause mécanique, reçoit enfin le drapeau à damiers lors du Grand Prix d’Allemagne qu’il termine à la porte des points, à une honorable 6e place.
En 1960, toujours au sein de la Scuderia Centro Sud, il est engagé sur quatre GP mais manque sa qualification lors de l’épreuve inaugurale monégasque. Il est 10e en France sur sa T51-Climax lorsque son écurie décide de revenir au Maserati, choix contestable puisque Burgess doit abandonner, à cause du moteur, aux GP de Grande-Bretagne et des États-Unis.
En 1961, il rejoint l’écurie Camoradi International qui engage des Lotus 18. Burgess ne participe pas aux premières épreuves du championnat (inscrit en réserve puis inscription non confirmée) et débute au GP de France où il se classe 14e, en ayant gagné 10 places par rapport à sa position de départ. Il reproduit la même course lors de son GP national (14e avec une 25e place en qualifications) et fait un peu mieux en Allemagne où il termine 12e.
En 1962, il perd sa place chez Camoradi et retrouve les Cooper au sein de l’Anglo-American Équipe qui engage un modèle spécial, la T59-Aiden dessinée par Aiden-Jones Hugh tandis que les autres modèles sont traditionnellement l’œuvre d’Owen Maddock. Ian Burgess se qualifie en 16e place pour son GP national puis en Allemagne (et se classe respectivement 12e et 11e) mais ne parvient pas à se qualifier en Italie.
En 1963, il rejoint l’écurie Scirocco-Powell de Hugh Powell qui vient de racheter le matériel de l’écurie Emeryson, qui elle-même avait racheté d’anciens châssis Connaught de 1960. Si la Scirocco SP (mue par un BRM V8) effectue ses premiers tours de roues au GP de Belgique, ce n’est qu’au GP de Grande-Bretagne que Powell peut enfin engager une seconde monoplace pour Burgess qui épaule Tony Settember. Burgess se qualifie pour les deux Grands Prix auxquels il participe mais ne reçoit jamais le drapeau à damiers et quitte la Formule 1 à la fin de la saison.

## Résultats en championnat du monde de Formule 1
| Saison | Écurie                 | Châssis            | Moteur                                         | Pneus  | GP disputés | Points inscrits | Classement |
| ------ | ---------------------- | ------------------ | ---------------------------------------------- | ------ | ----------- | --------------- | ---------- |
| 1958   | Cooper Car Company     | Cooper T45         | Coventry Climax 4 en ligne                     | Dunlop | 1           | 0               | n.c.       |
| 1959   | Scuderia Centro Sud    | Cooper T51         | Maserati 4 en ligne                            | Dunlop | 4           | 0               | n.c.       |
| 1960   | Scuderia Centro Sud    | Cooper T51         | Coventry Climax 4 en ligne Maserati 4 en ligne | Dunlop | 3           | 0               | n.c.       |
| 1961   | Camoradi International | Lotus 18           | Coventry Climax 4 en ligne                     | Dunlop | 3           | 0               | n.c.       |
| 1962   | Anglo-American Équipe  | Cooper T59-Aiden   | Coventry Climax 4 en ligne                     | Dunlop | 2           | 0               | n.c.       |
| 1963   | Scirocco Racing Cars   | Scirocco-Powell SP | BRM V8                                         | Dunlop | 2           | 0               | n.c.       |